# Саранча, Михаил Ксенофонтович
Михаил Ксенофонтович Саранча (1918—1961) — красноармеец Рабоче-крестьянской Красной Армии, участник Великой Отечественной войны, Герой Советского Союза (1944).

## Биография
Михаил Саранча родился в 1918 году в селе Саранчовка (ныне — Зеньковский район Полтавской области Украины). После окончания начальной школы работал сначала в колхозе, затем на шахте в Днепропетровской области Украинской ССР. В 1939—1940 годах Саранча проходил службу в Рабоче-крестьянской Красной Армии. В январе 1944 года он повторно был призван в армию и направлен на фронт Великой Отечественной войны, воевал стрелком 862-го стрелкового полка 197-й стрелковой дивизии 3-й гвардейской армии 1-го Украинского фронта. В боях три раза был ранен. Отличился во время освобождения Волынской области Украинской ССР и Польши.
Во время боёв за Владимир-Волынский Саранча с группой товарищей скрытно прорвался в расположение противника и захватил важного «языка», был ранен, но тем не менее сумел доставить его в расположение своей части. Одним из первых он переправился через реку Вепш и прикрывал огнём своего пулемёта переправу основных сил, был ранен. 31 июля 1944 года Саранча одним из первых переправился через Вислу в районе Сандомира, во время переправы вновь был ранен, но добрался до западного берега и принял активное участие в боях за захват и удержание плацдарма.
Указом Президиума Верховного Совета СССР от 23 сентября 1944 года за «мужество и героизм, проявленные при форсировании Вислы и удержании плацдарма на её западном берегу», красноармеец Михаил Саранча был удостоен высокого звания Героя Советского Союза с вручением ордена Ленина и медали «Золотая Звезда» за номером 8751.
После окончания войны Саранча был демобилизован. Проживал и работал в Зенькове. Скоропостижно скончался 20 сентября 1961 года.
Был также награждён орденами Красной Звезды и Славы 3-й степени, рядом медалей.